# Matias Myttynen
Matias Myttynen, född 12 mars 1990 i Tammerfors, är en finländsk professionell ishockeyspelare som spelar för HK Vitjaz Podolsk i KHL.